# Aubria
Aubria là một chi động vật lưỡng cư trong họ Pyxicephalidae, thuộc bộ Anura. Chi này có 2 loài và không bị đe dọa tuyệt chủng. Chúng đều được tìm thấy ở Tây Phi.

## Danh sách loài
- Aubria masako Ohler & Kazadi, 1990
- Aubria subsigillata (Duméril, 1856)